# You Make the Rain Fall
You Make the Rain Fall è un brano musicale del cantautore statunitense Kevin Rudolf, estratto come secondo singolo dal suo secondo album studio To the Sky. Il bano figura la collaborazione di Flo Rida ed è stato pubblicato il 4 settembre 2010, dopo alcuni giorni in cui era già entrato nella rotazione radiofonica di AOL Radio e MuchMusic.

## Tracce
Download digitale
1. You Make the Rain Fall – 2:54

## Piazzamenti in classifica
| Classifica                          | Posizione raggiunta |
| ----------------------------------- | ------------------- |
| Canada (Billboard Canadian Hot 100) | 59                  |